# Amblyomma argentinae
Amblyomma argentinae är en fästingart som beskrevs av Neumann 1905. Amblyomma argentinae ingår i släktet Amblyomma och familjen hårda fästingar. Inga underarter finns listade i Catalogue of Life.